# Nino Galissa
Nino Galissa, de nombre Bubacar Galissa Kouyaté (Gabu), Región de Gabu, Guinea Bissau, es un cantautor en lengua mandinga, Crioulo y Castellano entre otros, que vive entre Guinea Bissau y Barcelona
Nino Galissa, proviene de una familia “griot”(o “Djeli”) de la tribu mandinga. Los “griots” son cronistas sociales que mantienen viva, la historia de los pueblos, sus reyes, sus leyendas, su cultura y sus tradiciones, que transmiten, de generación en generación, en sus canciones.
Desde temprana edad, Nino Galissa, siguiendo la tradición familiar “griot”, fue instruido por su padre, Buli Galissa y por sus hermanos mayores en las artes musicales de la Kora, para continuar la tradición familiar de cronista social, anunciador, consejero de reyes y mediador de los asuntos políticos y sociales de su país.
Buli Galissa, padre de Nino Galissa, “Djali Mansa” (Rey Griot), es un “mito” de la sociedad guineense por ser considerado el mejor intérprete de Kora. Fue el primer “griot” en introducirla en Portugal, durante la época colonial, interpretó con ella el himno de este país y demostró que era posible usar uno de los instrumentos tradicionales de África para interpretar una composición nueva. Además, Buli Galissa es considerado el ”padre” y gran instructor de los “griots”, intérpretes de la Kora, que salieron de la región de Gabú en una primera generación (a la que pertenece Nino Galissa) hacia otros lugares de África Occidental y, en una segunda generación (los nietos de Buli Galissa) hacia Europa.
Actualmente, la función social y cultural de un “Djeli” o “griot” tradicional, apenas ha variado y sigue siendo fundamentalmente la misma que la de sus ancestros: la transmisión oral de la cultura tradicional a través de la narración verbal de hechos históricos, o de acontecimientos actuales relacionados con la existencia y con los ciclos vitales del Ser Humano (nacimientos, enlaces nupciales, etc.). La figura del “Djeli” goza de un extraordinario respeto en diversos ámbitos culturales de numerosos países de África (mayormente, en África Occidental); son considerados como grandes maestros narradores y sus actuaciones son muy expresivas (van acompañadas de cánticos, alabanzas, y recitales poéticos relativos al contexto o situación que pretenden ensalzar, destacar, o bien satirizar).

## Infancia Nino Galissa
Nino comienza a recibir la formación específica de los “Griots” (o “Djeli”) desde una edad temprana. La formación es un proceso amplio y complejo de aprendizaje, que se halla bien estructurado, y en cuyo programa se hallan principios teóricos y áreas de conocimiento específicas (Historia de sus antepasados, Poesía, Música, Oratoria, Canto, manejo de diferentes instrumentos musicales, Danza, etc). Este aprendizaje se transmite oralmente, de una generación a otra, desde tiempos inmemorables.
En plena adolescencia, a finales de los años setenta, Nino Galissa viajó a Portugal para  continuar sus estudios, y descubrir nuevas experiencias. Nino utilizó la música como instrumento de denuncia de los problemas sociales de nuestro tiempo, y como herramienta con la que despertar la “conciencia colectiva” para hacer una llamada a la paz, a la solidaridad, y a la unión entre los pueblos. Esta forma de entender la música, conecta perfectamente con la tradición de los “griots” y constituye una adaptación, a los tiempos actuales, del noble oficio de la transmisión oral.
A partir de ese momento, Nino empezó a viajar por las principales capitales europeas, en busca de oportunidades profesionales, para empezar a establecer las bases de su proyecto musical personal. Fue, finalmente, en Barcelona, donde Nino Galissa se instaló definitivamente y donde empezó a crear sus propias composiciones, con un estilo claro y luminoso, explorando todas las posibilidades técnicas sonoras actuales y, a la vez, conservando la “belleza sonora” de una tradición que conserva el mágico y emocionante sonido del pueblo Mandinga.

## Discografía
Nino Galissa empezó a promocionarse, a nivel local, en Barcelona y en otras ciudades de Cataluña. Sus primeras oportunidades en los escenarios para actuar en directo, surgieron en el contexto de Fiestas Solidarias, participaciones en ONG’s, Fiestas Multiculturales y Ciclos de Música Étnica. La prensa local empezó a interesarse por este destacado artista, por su autenticidad como “griot” Mandinga y por la originalidad de su puesta en escena; al no disponer de Kora, Nino Galissa ideó un nuevo instrumento para poder interpretar sus temas en directo: la “Guiti-Kora” (una Kora creada con base en una guitarra flamenca, que causó gran aceptación en su público, como un elemento unificador de culturas). Gracias a su dominio de la Lengua Española, combina sus conciertos con conferencias sobre las diferencias culturales entre los continentes, así como la  similitud de los problemas existentes en África y en Europa.
Nino Galissa es cantante y compositor, conocido como el intérprete de la Kora, ya que ha sido denominado el gran valor de la música africana. Es descendiente de una familia perteneciente al grupo étnico de los griots, ha compuesto varias canciones dándoles un estilo claro y luminoso, en la que ha estado explorando todas las posibilidades técnicas y a la vez, la belleza sonora de una tradición que conserva el mágico y emocionante sonido del pueblo mandinga. En los escenario realiza la combinación del ritmo de la kora fusionada con percusión, como es la música y danza y aportando su música rítmica, melódica y bailable, incluso que ha sido una de las más bailadas como en diferentes fiestas. Coge como base las raíces africanas y las adorna con estilos afro-pop, ante un público con facilidad donde gozan la música africana.

## Trayectoria musical
En el año 1997 finalizó la grabación de su primer disco, como producción propia, N’Namolu” (“Mi gente”), donde fusiona sus raíces con estilos como el pop, funky, reggae y jazz. Con letras escritas en Mandingo, criollo, portugués, inglés y español que tratan los problemas sociales, la desigualdad de clases, la crueldad del ser humano, el amor, y la paz. En diciembre de 2000 la discográfica especializada en Músicas del Mundo, “Ventilador Music” interesada en su primer disco lo lanzó al mercado.

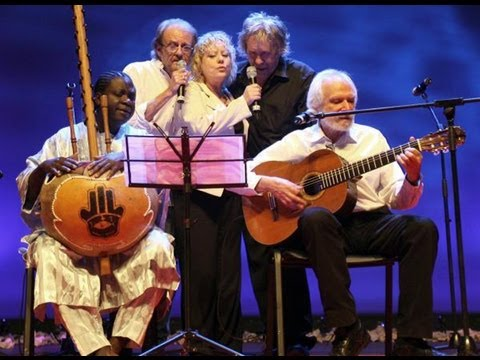
Marina Rossell amb Moustaki, Nino Galissa, Aute i Paco Ibáñez: Le Métèque (BTM, 2007)

En el año 2002 se publicó su segundo disco, "Djambadon" ("Ritmo de las hojas") producido por el propio Nino Galissa. Su carrera profesional comienza a expandirse en el ámbito nacional en las Ferias Internacionales de Música, “Midem”, en el “Strictly Mundial” y en el “Womex”, al siguiente año fue seleccionado como “Artista Revelación” por la AIE (“Asociación de Intérpretes y Ejecutantes de España”)para realizar una gira a nivel nacional dentro del programa “Artistas en Ruta”.
En el año 2004, Nino Galissa publicó su tercer disco “Mindjer” (“Mujer”), proyectando su carrera como músico a nivel internacional. Un disco dedicado a las mujeres que generó el "Tour Mindjer", avalado por la Generalidad de Cataluña con conciertos por el territorio, este tour dio el salto a nivel Europeo consolidando la música de Nino a nivel internacional. 
"Mindjer" nace de la tristeza que le producen, a Nino Galissa, los numerosos y frecuentes casos de violencia doméstica. En él se combina la Kora con instrumentos de percusión, y con la danza, se crea un espectáculo muy especial en sus actuaciones; tomando como base las raíces africanas, y adornándolas con estilos Afro-Pop, Nino Galissa elimina las barreras de la música. En junio de 2004, presentó su primer videoclip: “Afri Mansaya”, orientado a la promoción del artista a través de los medios de comunicación televisivos internacionales. 
En el año 2009, publicó su último trabajo: “Africa Today” (“África de Hoy”), donde refleja el África con la que sueña: donde el hambre, la miseria, la guerra, las enfermedades, y la muerte (que empujan a la juventud a migrar) dejan de ser noticia, ocupando su lugar la Música, como distintivo especial de las diversas culturas de África; la Música como protagonista y símbolo de unión entre todos los africanos, y de solidaridad con ellos. Por ello, todas las canciones del disco llevan un mensaje de Esperanza, de Amor y de Paz, integrando todos los estilos de la Música actual de África, sobre una base musical de estilos tradicionales de su país (Guinea Bissau) donde, como “griot”, la Kora es el elemento conciliador. Para “Africa Today”, Nino canta en Mandinga, Criollo, Fula, Español, e Inglés, y, por primera vez, canta en Catalán. Con este disco, se ha consolidado como un artista internacional y se ha convertido en el cantante africano más emblemático de nuestro país. 
Nino Galissa ha actuado en innumerables eventos musicales, entre los que destacan: “Festival Pirineos Sur” (Huesca), “El Mercat de Música Viva de Vic”, “Festival de Verano de Barcelona EL GREC”,  “Forum Universal de les Cultures” (Barcelona, 2004), “Festival Bilbao Tropical”, “Festival Kesse de Músicas del Mundo”, “Festival Etnohelmántico de Salamanca”, “Fiesta de La Merce”, “Fiesta-Carnaval de Els Comediants”, “Concierto del Rallye Paris-Dakar”, “25º Aniversario de Amnistia Internacional”, “Fiesta de Intermon-Oxfarm”, “Festival Sète de Francia”, “Festival Polé Polé Beach-La (enlace roto disponible en Internet Archive; véase el historial, la primera versión y la última). Fiesta Tropical de Bélgica”, y “Festival Maré de Agosto” (Azores); además de numerosos conciertos en Guinea Bissau, Senegal, Gambia, y Portugal.
Finalmente, Nino Galissa ha compartido cartel y escenario con innumerables artistas entre los que destacan: Joan Manuel Serrat, Maria del Mar Bonet, Javier Ruibal, Carlos Nuñez, Miguel Ríos, Lluis Llach, Burning Spears, Enrique Morente, Pasión Vega, Kiko Veneno, Luz Casal, Quimi Portet, Companyia Electrica Dharma, Geofrey Oryema, Rokia Traoré, Orquestra Baobab, Milton Nascimento, Dissidenten, Sargento Garcia, Africando, Bembeya Jazz Band, Madredeus, Stanley Beckford y Youssou N´Dour.

### Mindjer
1. recados de amor (recado de amor)
2. afri mansaya (gobierno africano)
3. abo n’ha sucego (tú eres mi sosiego)
4. mancadi kanté (mancadi kanté)
5. no terra (nuestra tierra)
6. moya (ser)
7. mindjer (mujer)
8. Barcelona (Barcelona)
9. crebo tcheo (te quiero mucho)
10. dunia (mundo)
11. kuka (kuka)
12. n’kano (cariño)

### Djambadon
1. badja kubo 
2. bucabali 
3. badjuda
4. sambasuca
5. baile djamba
6. kumafo 
7. gabusara
8. africano sanu
9. dia dia
10. amin oh
11. djalol kumbo
12. djidiu n'dadi (tradicional)

### N'Namolu
1. mama 
2. didi asin kitade
3. avelina
4. kode
5. n'namolu
6. i am a bird
7. fondinkeia 
8. n'doni n'doni